# Ашшур
Эта статья посвящена шумеро-аккадской мифологии. О городе см. Ашшур (город). О сыне Сима см. Ассур (сын Сима)
А́шшур (А́ссур; аккад. 𒀭𒀸, ассир. ܐܵܫܘܿܪ) — бог войны, бог-воитель, главное божество ассирийцев в древности, вошедшее затем в пантеон шумеро-аккадских богов.

## Культ
Ашшур — городской бог одноимённой столицы Ассирии. Как и подобает местному божеству, Ашшур ассоциировался с посвящённой ему горой Эпих. Храм этого бога в Ашшуре носил шумерское имя Э-харсаг-кур-курра, что означает «Дом горы земель».
Первоначально Ашшур был племенным богом ассирийцев. Он продолжительное время не считался связанным с явлениями природы[уточнить], а являлся вначале богом-покровителем охоты и изображался чаще всего в виде охотника с луком, вместе с быками — любимыми животными ассирийцев. Впоследствии же, когда началась эпоха постоянных войн и когда город Ашшур стал центром самой могущественной державы того времени, Ашшур стал главным образом богом войн. Теологи наделили его всеми регалиями повелителя вселенной, творца и организатора космоса и сделали отцом богов.
На одном из ассирийских рельефов (IX в. до н.э.) изображено «Мировое дерево», над которым помещена эмблема бога-демиурга Ашшура как солярного божества (известен рельеф, где Ашшур изображен на фоне стилизованного, испускающего лучи, солнца).
Супругой Ашшура в эту эпоху ассирийских завоеваний была провозглашена богиня Иштар.
Верховным жрецом Ашшура был сам царь Ассирии.
Упоминание Ашшура является традиционной частью ассирийских царских надписей с XIX в. до н. э. Так, Салманасар I восстановил храм Э-харсаг-кур-курра и повелел записать там самовосхвалительный текст:
Салманасар, ставленник Энлиля, священный наместник Ашшура, ставленник богов; правитель, любимец богини Иштар; тот, кто поддерживает ритуалы и приносит жертвы; тот, кто приносит изобильные жертвы всем богам; основатель священных культовых центров; строитель Эхурсагкуркурры — святилища богов и горы стран; вызывающий изумления великий дракон; пастырь всех поселений; тот, чьё правление во всём приятно Ашшуру; отважный герой, умелый в битвах; сокрушитель врагов; тот, кто оглушает громом битвы своих врагов; чьи яростные воины, как пламя; чьё оружие атакует как смертельная сеть; незыблемый правитель, который действует при поддержке Ашшура и великих богов, его господ; тот, кто не имеет себе равных; тот, кто пленяет воинов по всей территории — сверху донизу; господин, к чьим ногам Ашшур и великие боги склонили всех правителей и царей…